# GP Lucien Van Impe
De GP Lucien Van Impe is een jaarlijkse wielerwedstrijd in het Oost-Vlaamse Erpe-Mere die sinds 1927 georganiseerd wordt, en genoemd is naar Lucien Van Impe, de winnaar van de Ronde van Frankrijk 1976. In 2022 werd voor het eerst ook een wedstrijd voor dames georganiseerd, toen onder de naam GP Kevin Van Impe, genoemd naar de  neef van Lucien. Sinds 2023 gaat er geen wedstrijd voor mannen meer door, en sindsdien draagt de vrouwenwedstrijd de naam GP Lucien Van Impe. Die dameswedstrijd staat sinds 2024 op de UCI-kalender als een wedstrijd van categorie 1.2.

## Lijst van winnaars GP Lucien Van Impe

### Meervoudige winnaars
| Overwinningen | |
| ------------- | --- |
| 4             | Maurice Meuleman |
| 3             | Alfred Hamerlinck, André Dierickx |
| 2             | Joseph Moerenhout, Sylvain Grysolle, Martin Van Den Bossche, Lucien Van Impe, Géry Verlinden, Hans De Meester, Iljo Keisse, Oliver Naesen |

### Overwinningen per land
| Overwinningen | Land                                    |
| ------------- | --------------------------------------- |
| 82            | België                                  |
| 4             | Nederland                               |
| 3             | Frankrijk                               |
| 1             | Duitsland, Ierland, Verenigd Koninkrijk |